# Stranvaesia
Stranvaesia là một chi thực vật có hoa trong họ Hoa hồng.